# Island Sailing Club

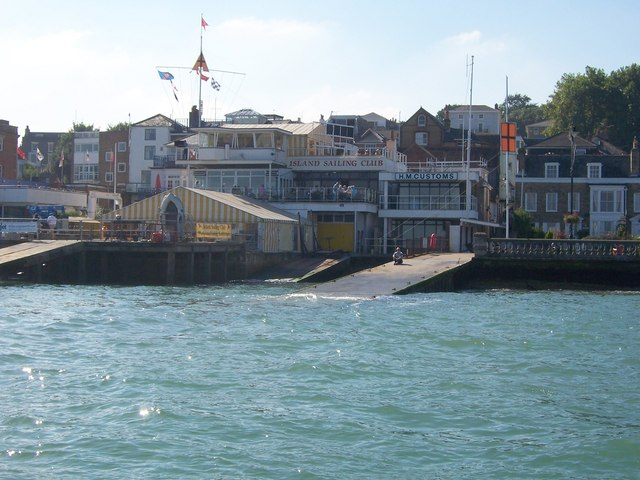
Clubhaus und Slipanlagen des Island Sailing Club, Cowes, Isle of Wight

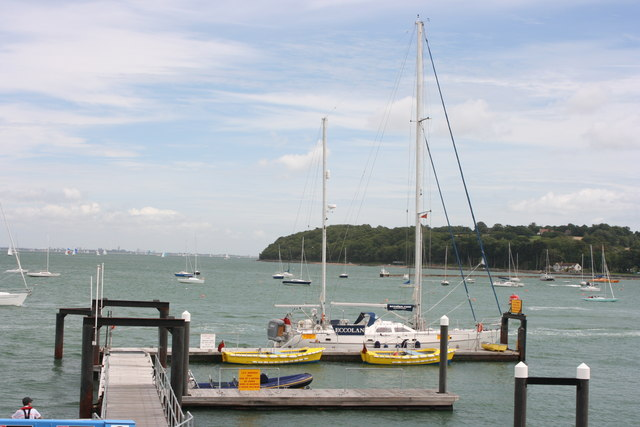
Brückenanlage des Island Sailing Club

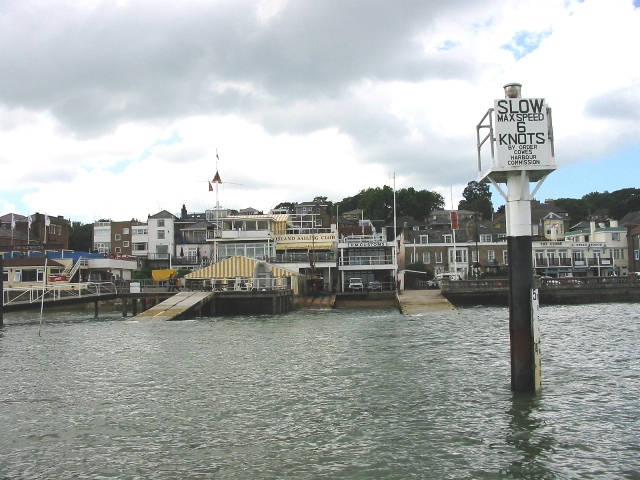
Clubhaus des Island Sailing Club

Der Island Sailing Club (ISC) (deutsch Insel-Segel-Club) ist ein englischer Segel-Club, der 1889 als Alternative zu einigen der exklusiveren Segelclubs in Cowes auf der Isle of Wight gegründet wurde.

## Geschichte
Der Island Sailing Club verdankt seine Existenz General Charles Baring, der, obwohl er Mitglied der Royal Yacht Squadron in Cowes war, einen neuen Club gründen wollte, der allen Segelvorlieben und -fähigkeiten gerecht werden sollte. Für März 1889 wurde ein Treffen im Marine Hotel in der Nähe des heutigen Clubhauses vereinbart und ein Gründungskomitee gebildet. Aus dem Protokoll geht hervor, dass die Herren H.C. Damant und Godfrey Jackson maßgeblich an der Unterstützung des Generals bei der Gründung des Clubs beteiligt waren.
Am Ende seines ersten Monats hatte der Club bereits 50 Mitglieder und der General wurde zum Kommodore ernannt. Man kaufte ein Grundstück in der Cowes High Street und der Architekt Richard Barrow wurde mit der Planung und dem Bau des Clubhauses beauftragt. Der charakteristische Stander (englisch Burgee) des Clubs mit gelbem Turm vor rotem Hintergrund wurde entworfen und die erste Segelregatta des Clubs im August 1889 veranstaltet. Im Laufe der Zeit hat sich der Club zu einem beliebten und wichtigen Segel-Club am Solent entwickelt, der für seine Regatten für kleinere Segelboote bekannt ist. Der liebevoll „The Friendly Club“ (deutsch „Der freundliche Club“) genannte Club hat das Ziel, das Segeln für alle zugänglich zu machen.

## Round the Island Race und Cowes Week
Der Island Sailing Club organisiert das jährliche seit 1931 ausgetragene Round the Island Race, ein eintägiges Yachtrennen rund um die Isle of Wight. Das Round the Island Race ist eines der größten Yachtrennen der Welt und die viertgrößte Sportveranstaltung im Vereinigten Königreich, an der regelmäßig rund 1.500 Boote und etwa 15.000 Segler teilnehmen. Als Mitglied der Cowes Combined Clubs hilft der Club bei der Organisation der jährlichen Cowes Week – einer der ältesten und prestigeträchtigsten Regatten der Welt. An sieben Tagen im August bietet die Cowes Week eine Mischung aus Wettbewerbs- und gesellschaftlichen Aktivitäten, die regelmäßig rund 1.000 Boote und rund 10.000 Segler anzieht. Die Teilnehmer reichen von Olympia- und Weltklasse-Profis bis hin zu Wochenendseglern.

## Sonstiges
Jeden Sommer trifft sich der Club mit Mitgliedern des Royal Southern Yacht Club (RSYC) zu einem typischen englischen Cricketspiel auf der Bramble Bank, einer bei Ebbe trockenfallender Sandbank im Solent.